# Karol Żakiewicz
Karol Żakiewicz, także Zakiewicz (ur. ok. 1791, zm. 1847) – polski organmistrz z Brzezin.

## Dzieła
Niektóre organy piszczałkowe zbudowane lub wyremontowane przez Karola Żakiewicza.
| Rok                    | Miejscowość | Budynek                                 | Uwagi |
| ---------------------- | ----------- | --------------------------------------- | --- |
| 1839                   | Radom       | kościół parafialny św. Jana Chrzciciela | Nowy instrument (klawiatura francuska i 4 miechy) w miejsce poprzedniego – uszkodzonego. W międzyczaie, Bractwo Różańcowe zakupiło pozytyw do kaplicy brackiej. Zastąpione kolejnym, nowym instrumentem po 1908. |
| pierwsza połowa XIX w. | Miedniewice | Kościół Nawiedzenia NMP i św. Józefa    | 16 głosów, traktura mechaniczna, tremolo dobudowane później, miech magazynowy, wiatrownice klapowo-zasuwowe, brak połączenia pomiędzy manuałem a pedałem.                                                        |
| 1841                   | Kielce      | Katedra kielecka                        | Remont po znaczny pogorszeniu stanu technicznego w 1. poł. XIX w.; prace zakończył 19 października 1841. |
| 1841                   | Kielce      | Kościół ewangelicki                     | Organy ufundował Jakub Lardelli; miały 8 głosów, 2 miechy i 4,5 oktawową klawiaturę. W 1900 zostały zastąpione innym instrumentem.                                                                               |
| 1846                   | Mirzec      | kosciele parafialnym św. Leonarda       | 9 głosów, stół gry z jedną klawiaturą ręczną; w 1972 konserwację przeprowadził organmistrz Józef Wójcik z Garbatki.                                                                                              |
| ok. 1857               | Suchedniów  | Kościół św. Andrzeja Apostoła           | Pierwotnie 9 głosów (4 dodane później), traktura mechaniczna, sekcja dobudowana później, wiatrownice klapowo-zasuwowe.                                                                                           |